# Beja (Santiago Maior e São João Baptista)
Beja (Santiago Maior e São João Baptista) (llamada oficialmente União das Freguesias de Beja (Santiago Maior e São João Baptista)) es una freguesia portuguesa del municipio de Beja, distrito de Beja.

## Historia
Fue creada el 28 de enero de 2013 en aplicación de una resolución de la Asamblea de la República de Portugal promulgada el 16 de enero de 2013 con la unión de las freguesias de Santiago Maior y São João Baptista, pasando su sede a estar situada en la antigua freguesia de Santiago Maior.

## Demografía
| Gráfica de evolución demográfica de Beja (Santiago Maior e São João Baptista) entre 2011 y 2021 |
|                                                                                                 |
| Datos según el nomenclátor publicado por el INE portugués.                                      |